# Sclerostomus boileaui
Sclerostomus boileaui is een keversoort uit de familie vliegende herten (Lucanidae). De wetenschappelijke naam van de soort is voor het eerst geldig gepubliceerd in 1960 door Weinreich.